# واران (مقاطعة دليجان)
واران (بالفارسية: واران) هي قرية تقع في مركزي في إيران. يقدر عدد سكانها بـ 415 نسمة بحسب إحصاء 2016.